# Hermanus Bernardus Jacobus van Rijn
Hermanus Bernardus Jacobus van Rijn (Den Haag, 26 juli 1841 - Venlo, 26 januari 1928) was onder andere burgemeester van Venlo van 1900 tot in 1921.
Hij was oorspronkelijk apotheker te Venlo, werd 1885 raadslid, tevens in 1899 wethouder en al een jaar later burgemeester van Venlo. Onder zijn bewind groeide het gemeentelijk apparaat aanmerkelijk, mede omdat ook het (gemeentelijk) onderwijs uitgebreid werd. Het particuliere waterleidingbedrijf werd overgenomen en de tarieven aanmerkelijk verlaagd, zodat ook de armste bevolkingsgroep hierover kon beschikken. Tevens werd een gemeentelijke huisvuilophaaldienst gestart.
Hij schreef in 1888 een boek Proeve eener geneeskundige plaatsbeschrijving van de gemeente Venlo , een boekje over De invloed der lucht op de gezondheid en welstand van den menschen en in 1971 werd een boek over hem geschreven door C. van den Berg getiteld H.B.J.van Rijn burgemeester van Venlo pionier der milieuhygiëne.
- International Standard Name Identifier: 0000 0003 9511 3974
- Nederlandse Thesaurus van Auteursnamen: 071113460
- Virtual International Authority File: 289753835
- WorldCat: E39PBJp9xJrxffFQ6QFvG9qhHC